# 7132 Casulli
A 7132 Casulli (ideiglenes jelöléssel 1993 SE) a Naprendszer kisbolygóövében található aszteroida. Stronconeban fedezte fel 1993. szeptember 17-én Vincenzo Silvano Casulli.